# D'Addaia a s'Albufera
D'Addaia a s'Albufera este o arie protejată (arie specială de conservare — SAC, sit de importanță comunitară — SCI, arie de protecție specială avifaunistică — SPA) din Spania întinsă pe o suprafață de 2.814,61 ha, integral pe uscat.

## Localizare
Centrul sitului D'Addaia a s'Albufera este situat la coordonatele 39°59′06″N 4°14′20″E / 39.985°N 4.239°E.

## Înființare
Situl D'Addaia a s'Albufera a fost declarat sit de importanță comunitară în iulie 2000 pentru a proteja 1 specie de plante și 47 de specii de animale. Alte tipuri de protecție:
- arie de protecție specială avifaunistică (în martie 2006)[2]
- arie specială de conservare (în august 2021)[1][3][4]

## Biodiversitate
Situată în ecoregiunile marină mediteraneană și mediteraneană, aria protejată conține 19 habitate naturale: Phrygana endemică cu Euphorbio-Verbascion, Faleze cu vegetație de Limonium spp. endemic de pe coastele mediteraneene, Pășuni mediteraneene udate de apa mării (Juncetalia maritimi), Dune mobile de-a lungul țărmului cu Ammophila arenaria („dune albe”), Galerii și tufărișuri riverane sudice (Nerio-Tamaricetea și Securinegion tinctoriae), Pseudostepă cu ierburi și specii anuale de Thero-Brachypodietea, Golfuri mici largi și golfuri puțin adânci, Stepe sărăturate mediteraneene (Limonietalia), Lagune de coastă, Tufărișuri termo-mediteraneene și de pre-deșert, Tufărișuri halofile mediteraneene și termo-atlantice (Sarcocornetea fruticosi), Pante stâncoase calcaroase cu vegetație casmofită, Lande oro-mediteraneene cu formațiuni endemice de grozamă, Ape puternic oligomezotrofe cu vegetație bentonică cu Chara spp., Formațiuni scunde de Euphorbia în apropierea falezelor, Dune cu tufărișuri sclerofile Cisto-Lavenduletalia, Păduri de Olea și Ceratonia, Iazuri temporare mediteraneene, Straturi cu Posidonia (Posidonion oceanicae).
La baza desemnării sitului se află mai multe specii protejate:
- plante (1): Anthyllis hystrix
- păsări (42): privighetoare-de-baltă (Acrocephalus melanopogon), fâsă-de-câmp (Anthus campestris), pasărea ogorului (Burhinus oedicnemus), ciocârlie-cu-degete-scurte (Calandrella brachydactyla), caprimulg (Caprimulgus europaeus), cânepar (Carduelis cannabina), sticlete (Carduelis carduelis), prundăraș de sărătură (Charadrius alexandrinus),  prundaș gulerat mic (Charadrius dubius), prundaș gulerat mare (Charadrius hiaticula), florinte (Chloris chloris), porumbel gulerat (Columba palumbus), cuc (Cuculus canorus), lăstun de casă (Delichon urbica), presură sură (Emberiza calandra), presură de stuf (Emberiza schoeniclus), măcăleandru (Erithacus rubecula), șoim călător (Falco peregrinus), vânturel roșu (Falco tinnunculus), cinteză (Fringilla coelebs), lișiță (Fulica atra), Galerida theklae, găinușă de baltă (Gallinula chloropus), acvilă pitică (Hieraaetus pennatus), piciorong (Himantopus himantopus), rândunică (Hirundo rustica), sfrâncioc cu cap roșu (Lanius senator), Larus michahellis, privighetoare (Luscinia megarhynchos), prigoare (Merops apiaster), gaia roșie (Milvus milvus), muscar sur (Muscicapa striata), vultur egiptean (Neophron percnopterus), ciuf-pitic (Otus scops), vultur pescar (Pandion haliaetus), cristei de baltă (Rallus aquaticus), mărăcinar negru (Saxicola torquatus), turturică (Streptopelia turtur), silvie de tufiș (Sylvia undata), pănțărușul (Troglodytes troglodytes), mierlă (Turdus merula), pupăză (Upupa epops)
- mamifere (1): delfin mare (Tursiops truncatus)
- reptile (4): Caretta caretta, țestoasa de baltă (Emys orbicularis), Podarcis lilfordi, țestoasă bănățeană (Testudo hermanni)

Pe lângă speciile protejate, pe teritoriul sitului au mai fost identificate 38 de specii de plante, 6 specii de păsări, 2 specii de amfibieni, 3 specii de mamifere, 9 specii de nevertebrate, 5 specii de pești, 5 specii de reptile.